# 1,1,2,2,3,3,4,4-octaclorobutano
El 1,1,2,2,3,3,4,4-octaclorobutano es un compuesto orgánico de fórmula molecular C4H2Cl8. Es un haloalcano lineal de cuatro carbonos con ocho átomos de cloro, dos en cada uno de los carbonos de la cadena.
Su estructura es análoga a la del butano pero, de los diez átomos de hidrógeno de este, ocho han sido sustituidos por cloro.

## Propiedades físicas y químicas
El 1,1,2,2,3,3,4,4-octaclorobutano es un sólido con una densidad aproximada ρ = 1,8 g/cm³.
Tiene su punto de ebullición entre 271 y 319 °C, y su punto de fusión a 60 °C, aunque ambos valores estimados.
El valor del logaritmo de su coeficiente de reparto, logP ≃ 5,2, indica que es mucho más soluble en disolventes apolares que en disolventes polares, siendo insoluble en agua.

## Síntesis
Para sintetizar 1,1,2,2,3,3,4,4-octaclorobutano se agrega cloro a 1,2,3,4-tetracloro-1,3-butadieno a temperatura ambiente. Como catalizadores se emplean tricloruros metálicos tales como cloruro de antimonio (III), cloruro de hierro (III), cloruro de cromo (III) o cloruro de aluminio.
Otra manera de producir 1,1,2,2,3,3,4,4-octaclorobutano es a partir de una mezcla de reacción que comprende un alqueno y tetracloruro de carbono en una zona de alquilación principal que opera continuamente, y de la cual se van extrayendo porciones de manera que la relación molar entre el alcano clorado y el tetracloruro de carbono en la mezcla extraída no exceda de 95:5.   
La reacción de alquilación se acelera si se usa un metal como catalizador, por ejemplo cobre y/o hierro, que puede estar en forma sólida (como polvo) o en forma de sal.

## Usos
Se puede producir hexacloro-1,3-butadieno por deshidrocloración de 1,1,2,2,3,3,4,4-octaclorobutano con un álcali acuoso-alcohólico a 20 - 30 °C, siendo el rendimiento del 67 - 70%. Con el fin de aumentar dicho rendimiento y la pureza del producto se puede usar una disolución acuosa de hidróxido de potasio en acetona.
El 1,1,2,2,3,3,4,4-octaclorobutano es intermediario en la síntesis de Z-1,1,1,4,4,4-hexafluoro-2-buteno. 
En concreto, el 1,1,2,2,3,3,4,4-octaclorobutano se pone en contacto con cloruro de tetrabutilamonio en una disolución acuosa básica para producir 1,1,2,3,4,4-hexacloro-1,3-butadieno, el cual, en etapas posteriores, es convertido en el producto deseado. Su emplea un disolvente que puede incorporar acetonitrilo y tetrahidrofurano, así como un catalizador de transferencia de fase que incluye una sal de alquilamonio cuaternario que tiene grupos alquilo.
Por otra parte, se ha sugerido el uso del 1,1,2,2,3,3,4,4-octaclorobutano en composiciones para generar humo que comprenden un compuesto de clorado con un contenido de cloro superior al 56%.